# Sán dây bò
Sán dây bò (danh pháp hai phần: Taenia saginata) là một loài ký sinh trùng. Sán dây hiện diện ở những nơi gia súc được nuôi bởi những người bệnh duy trì vệ sinh kém, phân con người được xử lý không phù hợp, chương trình kiểm dịch thịt tồi, thịt được ăn khi nấu chưa chín kỹ. Là bệnh tương đối phổ biến ở châu Phi, một số phần của Đông Âu, Đông Nam Á, và châu Mỹ La tinh.
Loài này dài từ 4 – 12 m, thân có trên 1.000 đốt, đốt trưởng thành dài khoảng 20 – 30 mm. Cùng với sán dây lợn (Taenia solium) nó là một trong những loài ký sinh ở gia súc và lây qua con người khi ăn phải thịt trâu, bò hoặc thịt lợn có nang ấu trùng sán mà không được đun nấu chín kỹ.
Sán dây bò trưởng thành ký sinh ở ruột non. Trứng sán dây theo đốt già rụng ra khỏi cơ thể sán rồi ra ngoài theo phân. Khi trứng sán dây bò được trâu, bò ăn phải vào trong cơ thể, trứng sán phát triển thành nang ấu trùng sán. Để thực hiện được chu kỳ phát triển của ký sinh trùng, sán dây bò cần phải có vật chủ trung gian là trâu, bò, lợn. Con người gần như là vật chủ chính duy nhất của ký sinh trùng và cũng là nguồn lây nhiễm duy nhất.
Ba tháng sau kể từ khi người ăn phải thịt trâu, bò, lợn có nang ấu trùng, ký sinh trùng sán dây trưởng thành về sinh dục và bắt đầu đứt các đốt già. Sán dây có thể sống trong cơ thể con người từ 50 - 70 năm. Bệnh nhân có các triệu chứng như bị đầy bụng, đau vùng rốn, dần dần thấy yếu mệt, chóng mặt, hoa mắt,...